# Egbert Steenbeek

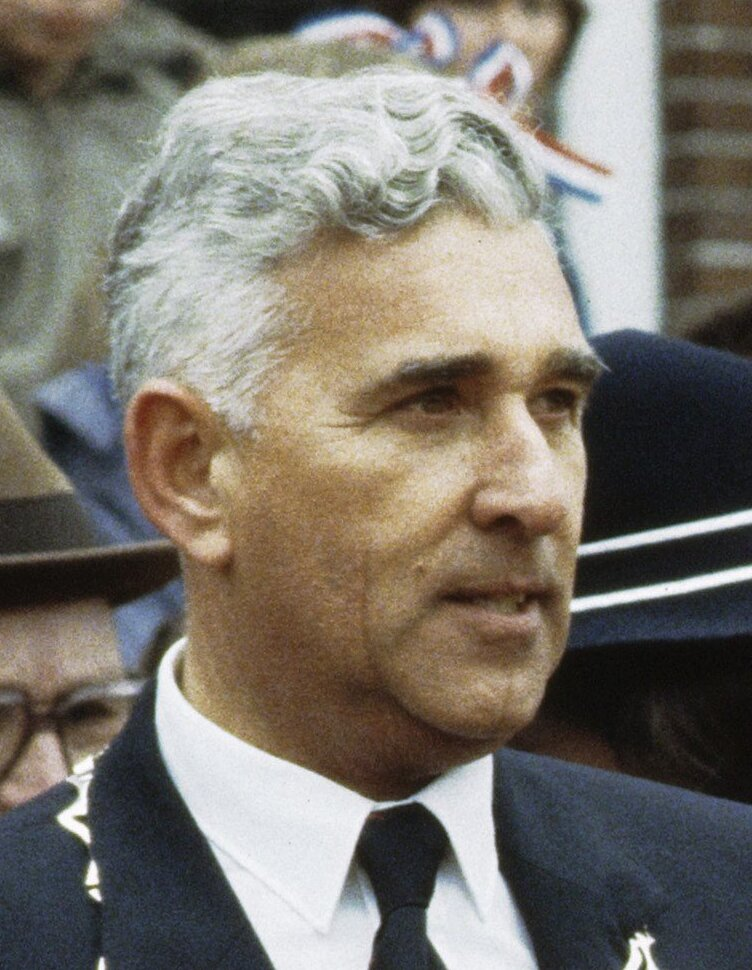
Burgemeester E. Steenbeek tijdens bezoek van de koningin aan Harlingen op Koninginnedag 1982

Egbert Steenbeek (Zwolle, 27 februari 1932) is een Nederlands voormalig politicus van de VVD.
Na zijn opleiding aan de Landbouwhogeschool in Wageningen werkte hij vanaf 1961 een jaar op een rubberplantage in Liberia. Daarna maakte hij de overstap naar het ministerie van Landbouw, waar hij als referendaris II werkzaam was bij de directie Internationale Economische Samenwerking. Hij was vanaf 1964 eerst twee jaar adjunctlandbouwattaché bij de EEG in Brussel en daarna adjunctlandbouwattaché in Rome voor hij in 1968 landbouwattaché in Jakarta werd. Na eerst hoofd algemene zaken directoraat-generaal voedselvoorziening en visserij en daarna directeur algemene zaken op het directoraat voor de Landbouw te zijn geweest, werd hij directeur Agrarisch Hulp Ontwikkelingslanden. In 1975 volgde zijn benoeming tot hoofd stafbureau Agrarische Vertegenwoordiging Buitenland.
In januari 1981 werd ir. Steenbeek benoemd tot burgemeester van Harlingen. In 1989 gaf hij die functie op om secretaris van de Kamer van Koophandel in Friesland te worden. In deze laatste functie werd hij in 1993 opgevolgd door Herman Reinders.